# Willem IX van Aquitanië
Willem IX (22 oktober 1071 - Chizé, 10 februari 1126), bijgenaamd de Troubadour of de Jonge, was een zoon van graaf Willem VIII van Poitiers en Hildegarde van Bourgondië. Willem wordt beschouwd als een van de belangrijke voorbeelden van dichters en zangers uit de riddercultuur van de latere middeleeuwen.

## Leven en politiek

### Jeugd en scholing
Willem werd, geheel volgens de familietraditie, voor een uitstekende opleiding naar een van de onderwijsinstellingen van Poitiers gestuurd, waarschijnlijk de school die aan de domkerk was verbonden. Het onderwijs werd er in het Latijn gegeven en het lesprogramma was nog hoofdzakelijk afkomstig van Alcuinus. Er waren nog sporen van het onderwijs uit het late Romeinse keizerrijk, dat veel aandacht aan welsprekendheid besteedde. De kunst van het fraai en boeiend spreken had zich gaandeweg meer gericht op het schrijven en er werden van de leerlingen letterkundige prestaties verwacht. Er was ook onderwijs in de muziek (gregoriaans). Theorie diende in praktijk te worden gebracht en studenten moesten hun muzikale en poëtische vaardigheden ook tijdens interscolaire wedstrijden tonen. Een jury beloonde de winnaar met een prijs. De beoefening van de dichtkunst stond gedurende een groot deel van de middeleeuwen in hoog aanzien en gold (vooral onder de geestelijkheid) als een geliefde bezigheid en aangenaam tijdverdrijf. Omstreeks 1100 was het dichten in het Latijn een ware rage geworden om de roem en eer die een dichter ten deel kon vallen. Willem verbaasde zijn docenten en medeleerlingen al door het gemak waarmee hij teksten vervaardigde en op muziek kon zetten. Hij zou later niet in het Latijn maar in het occitaans dichten en zingen om zich verstaanbaar te maken voor publiek dat niet met het Latijn bekend was.
Het hof van zijn vader werd diep gerespecteerd in West-Europa om de verfijnde omgangsvormen die er golden en menig jonge edelman werd naar het hof in Poitiers gestuurd om er 'ridderlijk' gedrag te leren. Er bestonden veel voorschriften over goed gedrag met name over tafelmanieren. Hiernaast werd de jonge Willem ingewijd in alle facetten van de oorlogvoering.

### Huwelijk
Willem volgde in 1086 zijn vader op als graaf van Poitiers en hertog van Aquitanië. In 1088 trouwde hij Ermengarde van Anjou (ovl. 1146), dochter van Fulco IV van Anjou. Zij was mooi en goed opgeleid maar had sterk wisselende stemmingen, en had de gewoonte om in een slechte bui onverwacht afzondering te zoeken in een klooster. In 1091 besloot Willem om Ermengarde te verstoten, zij hadden geen kinderen. In 1094 trouwde Willem met de 25-jarige Filippa (ca. 1073 - Fontevraud, 28 november 1117), erfdochter van graaf Willem IV van Toulouse en weduwe van koning Sancho Ramirez van Aragon (ca. 1042-1094). Na de dood van Willem IV in 1094, had haar oom Raymond IV van Toulouse de macht overgenomen in het graafschap Toulouse en Philippa was op zoek geweest naar een echtgenoot, die haar het graafschap Toulouse kon terugbezorgen.

### Inname van Toulouse
In de herfst van 1095 mobiliseerde paus Urbanus II in Clermont-Ferrand in tegenwoordigheid van 14 aartsbisschoppen, 225 bisschoppen en 400 abten christenen voor een strafexpeditie tegen de islamitische Seldsjoeken in Palestina. Philippa's oom graaf Raymond van Toulouse begeerde de eervolle functie van opperbevelhebber van de Eerste Kruistocht nu de Franse koning Filips I (1052-1108) vanwege zijn excommunicatie daarvoor niet in aanmerking kwam.
Filips I was vooral (en voor de tweede maal) 'in de ban gedaan', omdat hij Bertrada van Montfort, de vierde echtgenote van Fulco van Anjou, Ermengarde's vader, had verkozen boven zijn wettelijke echtgenote Bertha van Holland dochter van de Hollandse graaf Floris I. Filips I vond zijn echtgenote Bertha 'veel te vet' en wilde graag nog een zoon om zijn koninkrijk veilig te stellen, omdat zijn eerste zoon Lodewijk VI 'de Dikke' ziekelijk was. Waarschijnlijk speelde voor hem daarom Bertha's leeftijd, die hem al vijf kinderen had gegeven, ook een rol.
Willem IX jaagde een concilie van kardinalen en bisschoppen uiteen, dat bijeengekomen was om de Franse koning Filips I voor de tweede maal in de ban te doen.
Willem IX, machtige vazal van koning Filips, liep ook niet warm voor de Eerste Kruistocht. De paus bezocht Willem in 1095 maar die weigerde om deel te nemen aan de Eerste Kruistocht. Nu Philippa's oom Raymond van Toulouse op kruistocht ging, kon hij in de lente van 1098 het begeerde graafschap van zijn zuidoostelijke buurman voor zijn vrouw in bezit nemen. Aangezien de pauselijke curie in Rome deze daad van agressie tegen een vrome kruisvaarder als 'doodzonde' aanmerkte, stuurde Willem de bisschop van Poitiers naar de Eeuwige Stad om een excommunicatie te voorkomen. De aanspraken van Philippa op het graafschap Toulouse werden door de paus erkend en haar echtgenoot Willem mocht regeren over dit omstreden gebied. In 1099 werd hun zoon geboren, de toekomstige hertog Willem X van Aquitanië.

### Kruistocht van 1101
Vermoedelijk als verzoenend gebaar naar de kerk besloot Willem wel deel te nemen aan de Kruisvaart van 1101. Hij had eerder een concilie uiteengejaagd dat was bijeengekomen om de Franse koning te straffen voor diens overspelige gedrag en hij vreesde mogelijk dat hij ook bestraft zou kunnen worden. Hij was zelf immers op het gebied van overspel geen onbeschreven blad. Ook kunnen de wonderlijke verhalen over het Nabije Oosten hem hebben geïntrigeerd. Een kruistocht leek een spannend avontuur.
Om deze onderneming te financieren verpandde hij het graafschap Toulouse aan Bertrand van Toulouse, de zoon van Raymond. Raymond keerde niet meer terug van de Eerste Kruistocht, maar liet zijn zoon Bertrand in 1109 wel Tripolis na. Bertrand mocht zich vanaf dat jaar graaf van Tripolis noemen. Door dit marchanderen met Philippa's erfgoed beledigde en bedroog hij haar, maar daar hechtte hij geen waarde aan. Hij haalde haar terug uit Toulouse en installeerde haar in Poitiers.
Willems kruistocht verliep rampzalig en hij bereikte met slechts zes volgelingen het Heilige Land. Hertog Welf IV van Beieren voerde tezelfdertijd een leger Zuid-Duitse kruisvaarders aan. Willem liet zich tijdens zijn tocht naar het Heilige Land vergezellen door een 'scheepslading lichtekooien'. Op een bloedhete septemberdag in 1101 wilden de slecht gedisciplineerde en door honger en dorst geplaagde soldaten zich verfrissen in een rivier. Vanaf een heuvel bij de stad Heraklea moest Willem toezien hoe vijandige bereden boogschutters zijn manschappen afslachtten. De aanwezige vrouwen, waaronder markgravin Ida van Oostenrijk 'de mooiste vrouw van West-Europa', belandden in slavernij of stierven een ellendige dood. Willem ontkwam zelf ternauwernood aan het bloedbad. In Antiochië waar hij ontvangen werd door de regent Tancred van Sicilië vond hij veiligheid en 'oosterse verfijning in luxe en genot'. Na achttien maanden keerde Willem terug naar zijn vaderland. Op zijn schild droeg hij niet de traditionele afbeelding van 'de Moeder Gods' of een andere beschermheilige, maar van de vrouw, die op dat moment bij hem het meest in de smaak viel. Het mislukken van de kruistocht werd onder meer door de monnik Godfried van Vigeois aan Willems 'hemeltergende' gedrag geweten.
Teruggekomen had hij conflicten met Fulco V van Anjou, de halfbroer van zijn eerste echtgenote Ermengarde van Anjou.
Het was ook na zijn terugkeer dat de hertog begon met liederen te componeren over zijn lotgevallen tijdens zijn Kruistocht. Bertrand van Toulouse overleed in 1112 en dit gaf Willem de gelegenheid om in 1113 het graafschap Toulouse opnieuw te bezetten.

### Excommunicatie
In 1114 kreeg Willem een conflict met de kerk over belastingen. Willem werd geëxcommuniceerd. Hij probeerde de bisschop van Poitiers deze excommunicatie te laten annuleren maar die weigerde, zelfs toen Willem hem persoonlijk met zijn zwaard bedreigde. Willem durfde zijn dreigement niet uit te voeren en gaf toe, met de volgende uitspraak "U bent mij niet zo dierbaar dat ik u nu al naar het paradijs wil zenden".

### Amalberga
Een jaar later werd Willem opnieuw geëxcommuniceerd omdat hij Amalberga 'La Dangereuse' (de gevaarlijke), de vrouw van zijn vazal Amalrik van Châtellerault, ontvoerde en als minnares nam. Ze kwam te wonen in de comfortabele vertrekken van de pas gebouwde Maubergeontoren van zijn paleiscomplex in Poitiers. De hertogelijke bijzit werd door het volk op den duur als 'Maubergonne' aangeduid. Willem liet haar op de binnenkant van zijn schild afbeelden. Als afgezant van de paus, vermaande de bisschop van Poitiers Willem hierom maar Willem antwoordde de geestelijke: "Er zullen krullen op je tonsuur groeien voordat ik de burggravin zal verlaten!" Toen de bisschop hem daadwerkelijk wilde excommuniceren greep Willem hem met getrokken zwaard bij de keel en dreigde hem te doden als hij hem niet zijn zonden vergaf. De bisschop deed alsof hij daarmee akkoord ging, maar toen hij was losgelaten ging hij door met het uitspreken van de excommunicatie. Daarna zei hij: "Sla nu maar toe". Daarop stak Willem zijn zwaard weer in de schede en zei dat hij de bisschop nú nog niet het paradijselijk geluk gunde. De bisschop werd gevangengezet en naar de bisschoppelijke burcht van Chauvigny verbannen, waar hij in 1115 stierf.
Philippa voelde zich zo vernederd door Willems verhouding met Amalberga dat zij hem verliet en haar intrek nam in de abdij van Fontevraud, waar Ermengarde ook al verbleef. Ze stierf er in de herfst van 1118.

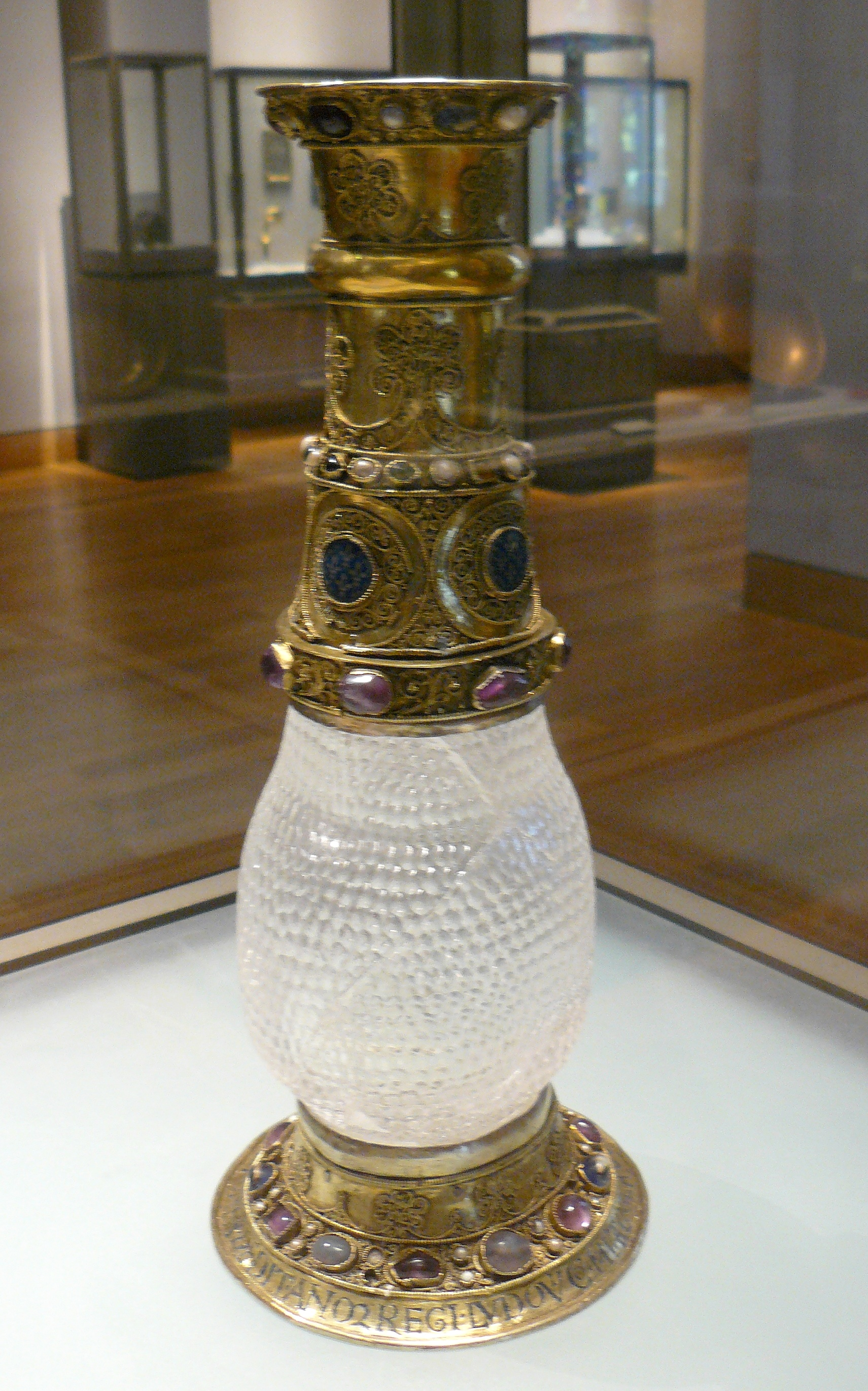
Zogenaamde “Vaas van Eleonora” in het Louvre (inventarisnummer MR 340).

Na de dood van Philippa in 1118 verscheen Ermengarde aan het hof van Willem en eiste om na een scheiding van 27 jaar alsnog als hertogin te worden hersteld, maar Willem weigerde dat. Tijdens het concilie van Reims van 1119 bepleitte ze nogmaals bij paus Callixtus II haar zaak, maar zonder succes. In 1120 wist Willem te bereiken dat de excommunicatie werd opgeheven. Mede om Ermengarde te ontwijken trok Willem naar Spanje.

### Spanje
In ruil voor de opheffing van de excommunicatie trok hij naar Spanje om tegen de Moren te strijden. De kruistocht tegen de Saracenen ondernam hij in gezelschap van de militair bekwame koning Alfons I van Aragon. De Saracenen hadden al ruim vier eeuwen een groot deel van Spanje in hun bezit en leefden daar vreedzaam samen met zowel christenen als joden. Willem vocht mee in de slag bij Cutanda (1120) en bij de verovering van Calatayud. Hij kreeg in Spanje van een zekere Mitadolus (dit is zeer waarschijnlijk de heerser van de Taifa Zaragoza, Abd al-Malik Imad ad-Dawla), een vaas van bergkristal. Deze werd door zijn kleindochter Eleonora van Aquitanië aan haar eerste man, Lodewijk VII van Frankrijk, gegeven. De vaas is nu nog te zien in het Louvre.

### Laatste jaren en overlijden
In 1121 verzoende Willem zich met zijn zoon Willem, met wie hij een conflict had wegens de affaire met Amalberga. Op aandrang van zijn vriendin wilde Willem zijn zoon uithuwelijken aan haar dochter. Zijn zoon had zich jarenlang tegen dit huwelijk verzet, maar trouwde in 1121 Aenor de dochter van Amalberga en Amalrik om de verzoening te bezegelen. Willem verloor in 1122 definitief de macht over Toulouse.
Hij overleed in 1126 tijdens het beleg van het kasteel van Blaye.

## Bestuur en cultuur
Willem moderniseerde het bestuur van zijn hertogdom door naast zijn vazallen aparte functies voor bestuurders en opzichters te creëren. Hij verbouwde zijn paleis in Poitiers en zijn hof daar was sinds zijn grootvader Willem V van Aquitanië een van de belangrijkste hoven van Europa. Het genoot ruime bekendheid vanwege de hertogelijke gastvrijheid en werd ook graag door de culturele elite bezocht. Er kwamen dichters uit de Provence, uit Noord-Frankrijk, barden uit Bretagne of van de Britse eilanden en literatoren uit Spanje, die in het Kastiliaans, Baskisch of Arabisch schreven. Willem was beschermheer van een groot aantal kunstenaars.

## Dichter
Hij is vooral bekend door zijn eigen gedichten in het Occitaans. Daarmee bereikte hij ook een publiek, dat geen Latijn kende.
Zijn gedichten gaan vooral over vrouwen en liefde maar ook over zijn eigen ervaringen en emoties in politiek en oorlog en over zijn eigen (overdreven) seksuele prestaties. Zijn minnares Amalberge komt vermoedelijk onder de naam "Dangereuse" in zijn gedichten voor. Willem had de gewoonte om ten strijde te trekken met een afbeelding van de naakte Amalberge op zijn schild.

### Optreden
Als 'vinder' (troubadour) presenteerde hertog Willem zijn zelfgemaakte op muziek gezette gedichten tijdens feestelijke bijeenkomsten in de Grote Zaal van zijn paleis in Poitiers of Bordeaux. Vóór zijn kruistocht waren het alleen mannen die tot zijn toehoorders werden gerekend, erna was er waarschijnlijk ook vrouwelijk publiek bij aanwezig. Zo'n bijeenkomst werd voorafgegaan door een uitgebreid banket, daarna verschenen de jongleurs en vaganten (van 'vagari', zwerven), rondtrekkende komedianten, speelmannen en zangers van levens- en liefdesliedjes. De joglars (speellieden) speelden op de doedelzak, vijfsnarige luit, voorloper van de gitaar, die zich net als de viersnarige saz uit Centraal-Azië via de Arabieren in Spanje naar heel Europa had verspreid. De vedel, voorloper van de viool en de tweesnarige rebab kwamen eveneens via de Arabieren van Spanje uit Turkije of Afghanistan. Andere instrumenten waren de blokfluit, de schalmei, de panfluit, harp, mandoline, citer en psalterion (een soort harp). De ud had ook een Arabische oorsprong. De chifonie was volgens de Kerk zo 'betoverend', dat het als 'instrument van de duivel' werd afgekeurd. Willem liet zich bij zijn optreden begeleiden door deze joglars.

### Positie van de vrouw
Volgens de clerus liet Willem zich niet door verheven onderwerpen inspireren. Hij bezong hoofdzakelijk 'de vrouw'. En die genoot weinig aanzien bij de geestelijkheid. De almachtige en heilige Kerk van Rome verkondigde al eeuwen lang dat vrouwen buitengewoon gevaarlijke wezens waren. Deze creaturen hadden een 'benauwend aantal slechte eigenschappen' , waarmee ze een 'levende hinderlaag' vormden voor de man en een 'verderfelijke valkuil' voor zijn ziel. Ze waren, vooral voor celibatairen een 'hinderpaal op weg naar het eeuwige heil'. Ze predikten herhaaldelijk dat vrouwen niet meer dan demonen waren. De vrouw werd gezien als 'een bron van zonde'. Aan de Bijbel werd de conclusie ontleend dat de vrouw 'onweersprekelijk' de mindere was van de man. In de 'hemelse rangorde' van de abt Hugo van Flavigny nam de vrouw de allerlaatste plaats in. Door het ijverig prediken van dit standpunt werd de vrouw -'althans officieel'- niet positief en respectvol benaderd. Genoegen in de liefde werd (voor de vrouw) afgewezen. Huwelijken werden meestal liefdeloos gesloten, zeker bij de aristocratie, waar andere (geldelijke) belangen de boventoon voerden.
Ook voor de jonge Willem zou de vrouw niet veel meer dan 'een lustobject met amusementswaarde' zijn geweest. Dat zou blijken uit de eerste vijf van de elf gedichten, die van hem bewaard zijn van 'vóór zijn mislukte kruistocht. De gebeurtenis van 1102 waarbij bij Heraclea zijn leger voor zijn ogen werd afgeslacht zou mogelijk een keerpunt hebben betekend in de manier waarop Willem de wereld zag. Toch zag de kroniekschrijver Ordericus Vitalis (1075-1143) Willem als een man die 'een stoutmoedig, vroom en uiterst opgeruimd karakter bezat en de vrolijkste potsenmakers met zijn grappen overtrof'. Een van die grappen werd door Willem van Malmesbury (ca. 1080- ca. 1142) opgetekend: Willem zou er van hebben gedroomd bij een kasteel een klooster te bouwen voor prostituees, waarvan de abdis en priorin gekozen werden uit de beruchtste onder hen. Ze zouden allemaal een religieus gewaad moeten dragen.

### Elf gedichten
De elf teksten zijn in een aantal middeleeuwse manuscripten overgeleverd. In de handschriften was Willem de enige wiens gedichten aan een naam waren verbonden, 'Guilhelm de Peiteus' (Willem van Poitou). Bekend is dat burggraaf Ebles van Ventadorn, hoog in achting bij Willem, ook troubadour was, maar van hem zijn geen gedichten bekend. Willem is ook niet 'de oudst bekende troubadour', maar de 'eerste' troubadour die met naam bekend is.
In 1987 verscheen Daar ik tot zang word aangespoord, een bloemlezing van Ernst van Altena over occitaanse troubadours tussen 1100 en 1300, waarin ook de wellustige chansons zijn vertaald, waarin het woord cons (kut) niet onvertaald bleef.
In gedicht I worden de vrouwen Agnes en Arsén met paarden vergeleken en vraagt de dichter aan zijn 'Kameraden' voor wie hij moet kiezen. In gedicht IV worden twee getrouwde dames en een rode kater opgevoerd. Om te testen of de pelgrim die aan hun deur had geklopt werkelijk niet kon spreken en hun plannen niet bekend zou maken trokken ze de rode kater bij zijn staart over zijn naakte rug, wat meer dan honderd wonden opleverde. De pelgrim bleef echter stom. Daarna baadden ze hem en 'naaide' hij hen honderdachtentachtig maal in meer dan acht dagen. Daarna stuurde hij het gedicht naar hen op met het verzoek de kater te doden.
Uit de volgende zes gedichten wordt een 'radicaal andere beleving van de liefde' bezongen. Het zesde gedicht gaat over 'Volstrekt Niets' (de dreyt nien), waarin Willem speelt met tegenstrijdigheden, een in de middeleeuwen graag gebruikte techniek. In gedicht VIII wordt de 'Edele Dame' aanbeden. Hij zou zijn vriend Daurostre opdragen dit lied onder tranen ten gehore te brengen. Dit zijn uiterst geheimzinnige regels in dit gedicht. In gedicht IX verlangt hij in belangeloze bewondering naar haar.
De vrouw was in deze gedichten volstrekt gelijkwaardig aan de man. De man kon niet zomaar liefde eisen of afdwingen van de vrouw. Hij moest wachten tot zij hem uit vrije wil haar liefde schonk. De man moest de vrouw nederig en met geduldige volharding dienen. De aanbeden vrouw was eervol en verheven. Willem noemde haar  mi dons (van dominus meus, mijn heer). Willem beschouwde zich als een vazal van zijn geliefde en betuigde haar (als haar leenman) gehoorzaamheid en hulde. De liefde werd als een heilzame kracht beleefd.

### Fin Amor
Deze nieuwe chansons zou worden aangeduid als Fin Amor (volmaakte fijne of hoofse liefde). De nieuwe stijl van dichten raakte in de mode. Zowel aan grote als kleine hoven in de Languedoc, Noord-Spanje, Noord-Italië als Noord-Frankrijk werd de Fin Amor bezongen. Romanciers begonnen hun hoofse romans te schrijven, waarin de toon werd gezet voor een nieuwe verhouding tussen man en vrouw. De geïdealiseerde liefde, het centrale thema van de troubadourlyriek legde de basis voor 'een nieuw bewustzijn van respect en tolerantie jegens de vrouw'. De nieuwe idealen van de adellijke huizen beïnvloedden de rijke, hogere burgerij en vervolgens de maatschappelijke kringen daaronder.
De door troubadours bezongen denkbeelden hebben invloed op de West-Europese samenleving gehad, wat blijkt uit bepaalde omgangsvormen die zijn gebleven zoals: de hoed afnemen voor een vrouw, haar voor laten gaan, hoofs buigen, haar met hoffelijke manieren bejegenen, ridderlijk gedrag tonen, galant de zitplaats afstaan.

### Inspiratie
Volgens bepaalde theorieën zouden Keltische, Spaanse, Moorse en Oosterse invloeden de Fin Amor hebben geïnspireerd. Aan het hof van Willems vader Willem VIII van Aquitanië was gedurende geruime tijd een beroemde Keltische bard te gast, die er zijn verhalen voordroeg. Aan zijn hof verbleven ook, volgens een verhaal van de Arabische geschiedschrijver Ibn Haiyûn, in Spanje buitgemaakte moslima's met hun muzikale talenten. Dat Willem IX in zijn jeugd Arabische liederen heeft gehoord zou verklaren waarom hij in sommige van zijn chansons de 'Arabische versvorm' hanteerde. Chansons van troubadours vertoonden trekken van 'Arabische rijmschema's en ritmen'. De melodieën waren eerder aan het gregoriaans verwant net als de notatie in 'vierkante noten'. Ook met de mislukte kruistocht naar Klein-Azië en rooftocht in Spanje maakte Willem uitvoerig kennis met de hoog ontwikkelde Moorse literaire cultuur met haar intrigerende en hoogstaande Arabische poëzie, die onder de beroemde kalief Haroen al Rashid van Bagdad (766-809) tot bloei was gekomen.

## Huwelijken en nakomelingen
Willem had geen kinderen uit zijn eerste huwelijk met Ermengarde. Na de scheiding hertrouwde Ermengarde met Alan IV van Bretagne en kreeg met hem drie kinderen. Ze bezocht het Heilige Land en werd begraven in Redon.
Willem en Philippa kregen de volgende kinderen:
- Willem X
- Agnes, die huwde met Amalrik V van Thouars en daarna met Ramiro II van Aragón
- nog vier onbekende dochters.

Willem en zijn minnares Amalberge kregen de volgende kinderen:
- Raymond van Poitiers
- Hendrik, gekozen maar niet benoemd als bisschop van Soissons. Monnik en later prior van de abdij van Cluny, abt van Saint-Jean-d'Angély maar verjaagd door de monniken daar, 1127 abt van Peterborough, in 1132 afgezet waarna hij zich terugtrok als monnik in de abdij van Saint-Jean-d'Angély.
- Adelaide, gehuwd met Rudolf van Faye, gaf steun aan de mislukte opstand van Hendrik II van Maine tegen zijn vader Hendrik II van Engeland.
- Sybille, abdis van Saintes (Charente-Maritime)

Amalberge had uit haar huwelijk met Amalrik van Châtellerault vijf kinderen, waaronder Aenor die trouwde met Willem X.

## Gedicht
Een van de gedichten van Willem:
Ab la dolchor del temps novel

foillo li bosc, e li aucel

chanton chascus en lor lati

segon lo vers del novel chan;

adonc esta ben c'om s'aisi

d'acho don hom a plus tal an.
De lai don plus m'es bon e bel

non vei mesager ni sagel,

per que mos cors non dorm ni ri,

ni no m'aus traire adenan,

tro qu'ieu sacha ben de fi

s'el' es aissi com eu deman.
La nostr' amor vai enaissi

com la branca de l'albespi

qu'esta sobre l'arbre tremblan,

la nuoit, a la ploja ez al gel,

tro l'endeman, que·l sols s'espan

per las fueillas verz e·l ramel.
Enquer me membra d'un mati

que nos fezem de guerra fi,

e que·m donet un don tan gran,

sa drudari' e son anel:

enquer me lais Dieus viure tan

c'aja mas manz soz so mantel!
Qu'ieu non ai soing d'estraing lati

que·m parta de mon Bon Vezi,

qu'ieu sai de paraulas com van

ab un breu sermon que s'espel,

que tal se van d'amor gaban,

nos n'avem la pessa e·l coutel.
De inhoud van dit gedicht is ongeveer de volgende:

Dankzij de lente lopen de bomen uit en zingen de vogels hun lied, het is dus alleen maar goed als we ons geluk vinden.

Maar ik krijg geen bericht van de bron van mijn vreugde, ik weet niet wat te doen, ik weet niet of ik wens of vrees.

Onze liefde is als een nieuwe meidoornscheut die met moeite de regen en de vorst doorstaat, maar in de zon tot bloei komt.

Toen we onze strijd staakten, gaf ze me haar ring en sprak van liefde. God geve dat ik mag leven tot mijn handen onder haar mantel zijn geweest!

Vreemde woorden vervreemden een Goede Buur niet. Ik weet dat praatjes de ronde zullen doen. Maar laat anderen maar zeggen dat hun liefde groeit, onze vreugde is groter.
De dichter Willem Wilmink (1936-2003) vertaalde het gedicht Pòs de chantar m'es pres talentz vanuit het Occitaans naar het Nederlands.

## Voorouders
| Voorouders van Willem IX van Aquitanië | Voorouders van Willem IX van Aquitanië                                        | Voorouders van Willem IX van Aquitanië                                        | Voorouders van Willem IX van Aquitanië                                        | Voorouders van Willem IX van Aquitanië                                        | Voorouders van Willem IX van Aquitanië                                        | Voorouders van Willem IX van Aquitanië                                        | Voorouders van Willem IX van Aquitanië                                        | Voorouders van Willem IX van Aquitanië                                        |
| -------------------------------------- | ----------------------------------------------------------------------------- | ----------------------------------------------------------------------------- | ----------------------------------------------------------------------------- | ----------------------------------------------------------------------------- | ----------------------------------------------------------------------------- | ----------------------------------------------------------------------------- | ----------------------------------------------------------------------------- | ----------------------------------------------------------------------------- |
| Overgrootouders                        | Willem IV van Aquitanië (937-995) ∞ Emma van Blois (950-1003)                 | Willem IV van Aquitanië (937-995) ∞ Emma van Blois (950-1003)                 | Otto Willem van Bourgondië (962-1026) ∞ Ermentrudis van Roucy (959-1004)      | Otto Willem van Bourgondië (962-1026) ∞ Ermentrudis van Roucy (959-1004)      | Robert II van Frankrijk (972-1031) ∞ Constance van Arles (986-1034)           | Robert II van Frankrijk (972-1031) ∞ Constance van Arles (986-1034)           | Fulco III van Anjou (972-1040) ∞ Hildegarde van Anjou (-1046)                 | Fulco III van Anjou (972-1040) ∞ Hildegarde van Anjou (-1046)                 |
| Grootouders                            | Willem V van Aquitanië (969-1030) ∞ Agnes van Mâcon (995-1068)                | Willem V van Aquitanië (969-1030) ∞ Agnes van Mâcon (995-1068)                | Willem V van Aquitanië (969-1030) ∞ Agnes van Mâcon (995-1068)                | Willem V van Aquitanië (969-1030) ∞ Agnes van Mâcon (995-1068)                | Robert I van Bourgondië (1011-1076) ∞ Ermengarde van Anjou (1018-1076)        | Robert I van Bourgondië (1011-1076) ∞ Ermengarde van Anjou (1018-1076)        | Robert I van Bourgondië (1011-1076) ∞ Ermengarde van Anjou (1018-1076)        | Robert I van Bourgondië (1011-1076) ∞ Ermengarde van Anjou (1018-1076)        |
| Ouders                                 | Willem VIII van Aquitanië (1023-1086) ∞ Hildegarde van Bourgondië (1050-1120) | Willem VIII van Aquitanië (1023-1086) ∞ Hildegarde van Bourgondië (1050-1120) | Willem VIII van Aquitanië (1023-1086) ∞ Hildegarde van Bourgondië (1050-1120) | Willem VIII van Aquitanië (1023-1086) ∞ Hildegarde van Bourgondië (1050-1120) | Willem VIII van Aquitanië (1023-1086) ∞ Hildegarde van Bourgondië (1050-1120) | Willem VIII van Aquitanië (1023-1086) ∞ Hildegarde van Bourgondië (1050-1120) | Willem VIII van Aquitanië (1023-1086) ∞ Hildegarde van Bourgondië (1050-1120) | Willem VIII van Aquitanië (1023-1086) ∞ Hildegarde van Bourgondië (1050-1120) |
| Willem IX van Aquitanië (1071-1126)    |                                                                               |                                                                               |                                                                               |                                                                               |                                                                               |                                                                               |                                                                               |                                                                               |